# 长腹丘腹蛛
长腹丘腹蛛（学名：Episinus longabdomenus）为球蛛科丘腹蛛属的动物。在中国大陆，分布于湖北等地。该物种的模式产地在湖北巴东。